# 에바 달베크
에바 달베크(Eva Dahlbeck, 1920년 3월 8일 ~ 2008년 2월 8일)는 스웨덴의 배우, 작가이다. 영화 생명에 가까이로 칸 영화제에서 여우주연상을 받았다. 1970년에 연기에서 은퇴하고 작가로 전업했다.

## 출연 작품
- 이 모든 여인들 (1964)
- 생명에 가까이 (1958)
- 한여름 밤의 미소 (1955)
- 여자들의 꿈 (1952)